# جيف بانيستر
جيف بانيستر (بالإنجليزية: Jeff Banister)‏ هو لاعب كرة قاعدة أمريكي، ولد في 15 يناير 1965 في ويذرفورد في الولايات المتحدة.

## وصلات خارجية
- جيف بانيستر على موقع دوري كرة القاعدة الرئيسي (الإنجليزية)
- جيف بانيستر على موقعبيزبول رفرنس.كوم (الدوري الرئيسي) (الإنجليزية)
- جيف بانيستر على موقعبيزبول رفرنس.كوم (الدوري الثانوي) (الإنجليزية)
- جيف بانيستر على موقع إي إس بي إن.كوم (أم.أل.بي) (الإنجليزية)
- جيف بانيستر على موقع مشجعي الرسوم البيانية (الإنجليزية)